# Danny Kaye
Danny Kaye (született David Daniel Kaminsky) (New York, Brooklyn, 1911. január 18. – Los Angeles, 1987. március 3.) Emmy- és kétszeres Golden Globe-díjas amerikai színész, komikus, muzsikus. „Mr. UNICEF” – a UNICEF első jószolgálati nagykövete.
Zsidó származású szülei (Jacob Kaminsky és Clara Nemerovsky), Ukrajnából vándoroltak ki az Egyesült Államokba. Két fiuk született, Lawrence (†1969) és David.

## Élete
1911-ben született New Yorkban, noha sok helyen 1913-as dátumot adott meg, amit még hivatalos iratok is átvettek. A brooklyni New York Thomas Jefferson High Schoolban végzett. 1933-ban változtatta nevét Kaminskyról Kaye-re. Kezdetben nehézségei voltak az angol nyelv elsajátításával, ezért kéz- és arcmozdulatokkal értette meg magát. Ezeket később filmjeiben hasonlóképpen jól alkalmazta. 1939-ben debütált a Broadway-n a The Straw Hat Revue c. darabban. A Tchaikovsky c. dalban 54 orosz zeneszerző nevét énekelte el 38 másodperc alatt…
Felesége Sylvia Fine (1913–1991) lett, 1940-ben házasodtak össze. 1946 decemberében született egyetlen gyermekük, Dena. 1950-ben Kanadába költöztek.
1954-ben kezdte el munkáját az UNICEF-ben. Távol-keleti utazásairól készített filmjét, melyben az UNICEF segélyprogramjait mutatta be, becslések szerint 100 millióan látták az ötvenes években. Egy UNICEF kampány keretében több tucat várost keresett fel néhány nap alatt maga vezette repülőgépén, hogy megismertesse az amerikaiakkal a szervezet gyermekvédelmi munkáját. Sajátos, kifejező humorával komoly betegségekre, a gyermekeket fenyegető problémákra hívta fel az emberek figyelmét.
Egyik legsikeresebb filmje The Court Jester (Udvari bolond) volt.
A UNICEF 1965-ben kapott Nobel-békedíját ebben az időben Danny Kaye nevével azonosították.
Nagy sikere volt a Live from Lincoln Center c. TV-show-ban (1981. szeptember 23.), ahol karmesterként lépett fel a New York-i Filharmonikusok zenekarral.
Az UNICEF-ben kifejtett lelkes tevékenységét 1983-ban Humanitárius Oscar-díjjal jutalmazták.
Danny Kaye 1987. március 3-án, Los Angelesben halt meg szívroham következtében.

## Filmográfia
- 1944 The Birth of a Star

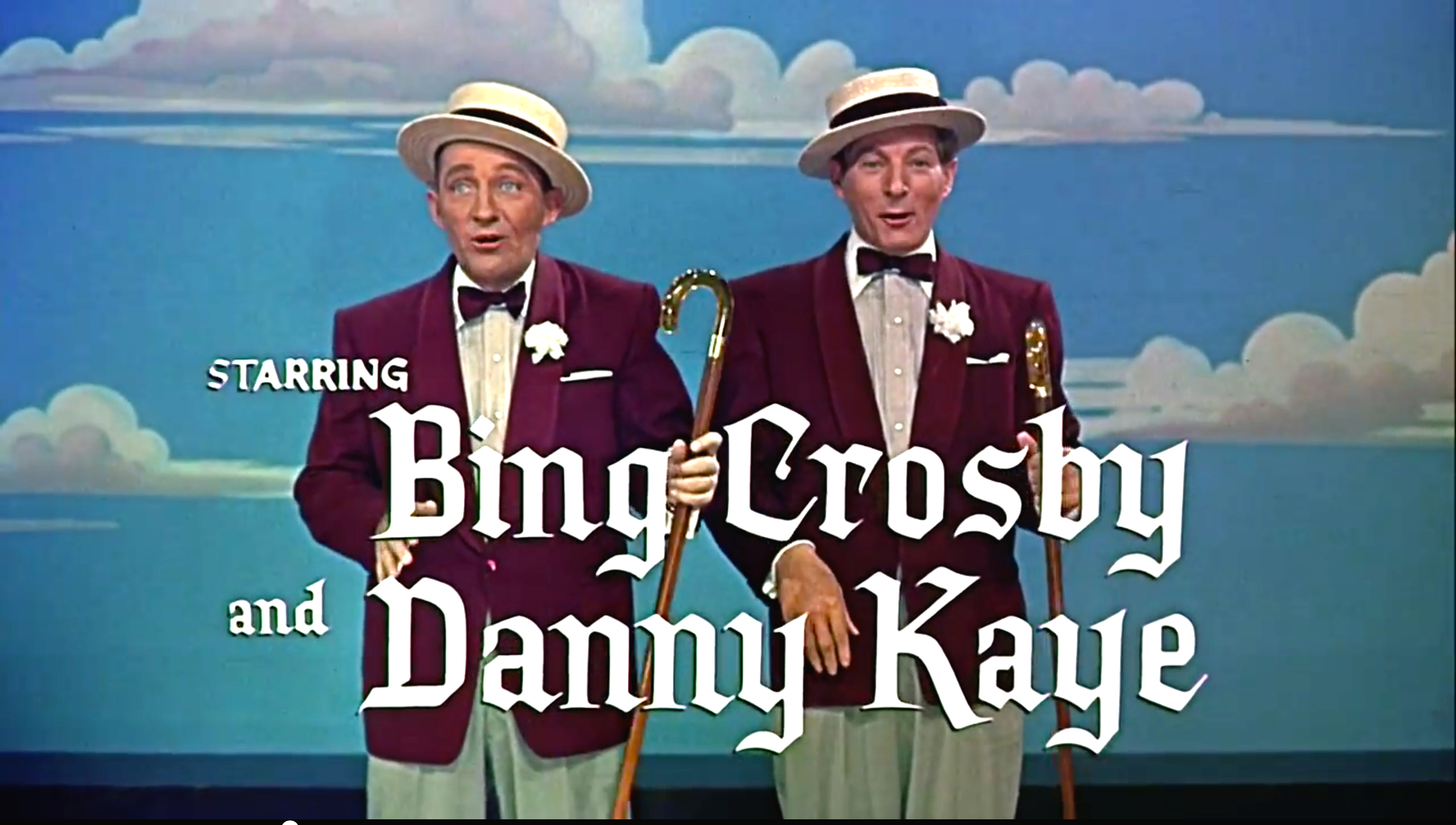
Bing Crosby és Danny Kaye

- 1944 Up In Arms; Anyámasszony katonája
- 1945 Wonder Man; Csuda pasi
- 1946 The Kid From Brooklyn; Botcsinálta bokszoló
- 1947 The Secret Life of Walter Mitty; Walter Mitty titkos élete
- 1948 A Song is Born; A zene szerelmese
- 1949 It's a Great Feeling
- 1949 The Inspector General; A főfelügyelő
- 1951 On the Riviera; A Riviérán
- 1952 Hans Christian Anderson
- 1954 Assignment Children
- 1954 Knock on Wood; Kopogd le a fán!
- 1954 White Christmas; Fehér karácsony
- 1956 The Court Jester; Udvari bolond
- 1958 Me and the Colonel; Én és az ezredes, dráma
- 1958 Merry Andrew
- 1959 Five Pennies; Öt penny
- 1961 On the Double
- 1963 The Man From the Diners' Club; Nyomoz a vőlegény
- 1969 The Madwoman of Chaillot
- 1972 Pied Piper
- 1977 Pinnochio
- 1981 Skokie; A túlélő

## Egyéb
- 1981 Live from Lincoln Center. An Evening with Danny Kaye and the New York Philharmonic